# Шихта
Ши́хта (від нім. Schicht) — суміш вихідних матеріалів у заданому кількісному співвідношенні, наприклад суміш матеріалів (руди, шлаку, коксу, вугілля і т. ін.), що їх переробляють у металургійних, хімічних та інших технологічних процесах. При спіканні шихти у металургійній печі, з руди виплавляють чистий метал.

## Різновиди
- Кам'яновугільна шихта — суміш вугілля різного складу та якості для спільного збагачення або коксування.

- Металургійна шихта — суміш руди, коксу, флюсів для виплавки металу.